# Tlatelolco
Tlatelolco is een plaats in Mexico die tegenwoordig binnen Mexico-Stad valt. Het centrale punt van Tlatelolco is het Plaza de las Tres Culturas waaraan een Azteekse piramide en een zeventiende-eeuwse kerk staan. Tlatelolco behoort tot de gemeente Cuauhtémoc.
De stad, even ten noorden van Tenochtitlan en eveneens op eilanden gebouwd, werd door de Azteekse leider Axayacatl onderworpen. Tijdens het Azteekse bewind was het het marktdistrict van Tenochtitlan. Het was de grootste markt van Amerika. Volgens Bernal Díaz was het zelfs groter dan die van Venetië en Constantinopel. Tijdens de Spaanse belegering van Tenochtitlan in 1521 bleef Tlatelolco standhouden tot de Azteken zich op 13 augustus overgaven.
In 1967 werd hier het Verdrag van Tlatelolco getekend, dat van Latijns-Amerika een kernwapenvrij gebied maakte.
Op 2 oktober 1968 vond hier het Bloedbad van Tlatelolco plaats, waarbij meer dan 300 demonstranten werden doodgeschoten door leger en politie.